# Myxotrichum aeruginosum
Myxotrichum aeruginosum är en lavart som beskrevs av Mont. 1836. Myxotrichum aeruginosum ingår i släktet Myxotrichum och familjen Myxotrichaceae.   Inga underarter finns listade i Catalogue of Life.